# Lacus Aestatis
Il Lacus Aestatis ("Lago dell'Estate", in latino) è una formazione geologica lunare, che consiste di due regioni relativamente piccole di colore più scuro rispetto alla superficie circostante, vicino all'estremo occidentale della faccia visibile della Luna. La superficie complessiva del lago è di circa 1000 km2.
La parte nord-occidentale del lago è situata ad est-sud-est del cratere Rocca; la formazione prosegue verso sud-est, assumendo una forma irregolare che si estende principalmente su una direttrice nord-sud. L'estremo meridionale si trova a breve distanza dal cratere Crüger.